# 紅邊花鱂
紅邊花鱂，為輻鰭魚綱鯉齒目鯉齒亞目花鳉科的其中一種，分布於中美洲瓜地馬拉的Peten湖流域，屬雜食性，生活習性不明。

## 擴展閱讀
維基物種上的相關：紅邊花鱂